# العلاقات الإندونيسية الزيمبابوية
العلاقات الإندونيسية الزيمبابوية هي العلاقات الثنائية التي تجمع بين إندونيسيا وزيمبابوي.

## مقارنة بين البلدين
هذه مقارنة عامة ومرجعية للدولتين:
| وجه المقارنة                                              | إندونيسيا         | زيمبابوي |
| --------------------------------------------------------- | ----------------- | --- |
| المساحة (كم2)                                             | 1.90 مليون        | 390.76 ألف |
| عدد السكان (نسمة)                                         | 263.99 مليون      | 16.53 مليون |
| الكثافة السكانية (ن./كم²)                                 | 138.94            | 42.3 |
| العاصمة                                                   | جاكرتا            | هراري |
| اللغة الرسمية                                             | اللغة الإندونيسية | لغة إنجليزية، اللغة الشونا، النديبيلية الشمالية ‏، لغة الشيشيوا، Barwe ‏، Kalanga language ‏، Tshwa language ‏، النداو ‏، اللغة التسونجا، لغة الإشارة الزيمبابوية ‏، اللغة السوتية، تونغا ‏، اللغة التسوانية، اللغة الفيندية، اللغة الكوسية |
| العملة                                                    | روبية إندونيسية   | دولار أمريكي |
| الناتج المحلي الإجمالي (بليون دولار)                      | 1.02 تريليون      | 17.85 مليار |
| الناتج المحلي الإجمالي (تعادل القوة الشرائية) بليون دولار | 2.85 تريليون      | 27.88 مليار |
| الناتج المحلي الإجمالي الاسمي للفرد دولار أمريكي          | 3.35 ألف          | 924 |
| الناتج المحلي الإجمالي للفرد دولار أمريكي                 | 10.52 ألف         | 1.79 ألف |
| مؤشر التنمية البشرية                                      | 0.684             | 0.509 |
| رمز المكالمات الدولي                                      | +62               | +263 |
| رمز الإنترنت                                              | .id               | .zw |
| المنطقة الزمنية                                           |                   | ت ع م+02:00 |

## منظمات دولية مشتركة
يشترك البلدان في عضوية مجموعة من المنظمات الدولية، منها:
| علم المنظمة | اسم المنظمة                                                | تاريخ انضمام إندونيسيا | تاريخ انضمام زيمبابوي |
| ----------- | ---------------------------------------------------------- | ---------------------- | --------------------- |
|             | مؤسسة التنمية الدولية                                      | 20 أغسطس 1968          | 29 سبتمبر 1980        |
|             | الأمم المتحدة                                              | 28 سبتمبر 1950         | 25 أغسطس 1980         |
|             | منظمة التجارة العالمية                                     | ?                      | ?                     |
|             | العملية المشتركة للاتحاد الأفريقي والأمم المتحدة في دارفور | ?                      | ?                     |
|             | منظمة الشرطة الجنائية الدولية                              | 5 أكتوبر 1954          | ?                     |
|             | المركز الدولي لتسوية المنازعات الاستشارية                  | 28 أكتوبر 1968         | 19 يونيو 1994         |
|             | الاتحاد الدولي للاتصالات                                   | 1949                   | 10 فبراير 1981        |
|             | الفريق المعني برصد الأرض                                   | ?                      | ?                     |
|             | البنك الدولي للإنشاء والتعمير                              | 13 أبريل 1967          | 29 سبتمبر 1980        |
|             | الاتحاد البريدي العالمي                                    | ?                      | ?                     |
|             | منظمة حظر الأسلحة الكيميائية                               | ?                      | ?                     |
|             | مؤسسة التمويل الدولية                                      | 23 أبريل 1968          | 29 سبتمبر 1980        |
|             | وكالة ضمان الاستثمار متعدد الأطراف                         | 12 أبريل 1988          | 10 أبريل 1992         |
|             | يونسكو                                                     | 27 مايو 1950           | 22 سبتمبر 1980        |

## وصلات خارجية
- موقع وزارة الخارجية الإندونيسية
- موقع وزارة الخارجية الزيمبابوية